# Natação no Campeonato Europeu de Esportes Aquáticos de 2021 - 200 m costas masculino
A prova dos 200 metros costas masculino da natação no Campeonato Europeu de Esportes Aquáticos de 2021 ocorreu nos dias 21 e 22 de maio na Arena Danúbio, em Budapeste na Hungria. 

## Calendário
| Fase          | Data       | Hora  |
| ------------- | ---------- | ----- |
| Eliminatórias | 21 de maio | 10:47 |
| Semifinal     | 21 de maio | 18:30 |
| Final         | 22 de maio | 19:17 |

Todos os horários estão no horário local (UTC+1)

## Recordes
Antes desta competição, os recordes eram os seguintes:
|                       | Nadador       | Tempo   | Local   | Data                |
| --------------------- | ------------- | ------- | ------- | ------------------- |
| Recorde mundial       | Aaron Peirsol | 1:51.92 | Roma    | 31 de julho de 2009 |
| Recorde europeu       | Evgeny Rylov  | 1:53.23 | Cazã    | 8 de abril de 2021  |
| Recorde do campeonato | Evgeny Rylov  | 1:53.36 | Glasgow | 8 de agosto de 2018 |

## Medalhistas
| Ouro               | Prata                | Bronze               |
| Evgeny Rylov (RUS) | Luke Greenbank (GBR) | Roman Mityukov (SUI) |

## Resultados

### Eliminatórias
Esses foram os resultados das eliminatórias. 
| Pos. | Bateria | Raia | Nadador                | Nacionalidade | Tempo   | Notas  |
| ---- | ------- | ---- | ---------------------- | ------------- | ------- | ------ |
| 1    | 4       | 4    | Luke Greenbank         | Reino Unido   | 1:54.67 | Q,     |
| 2    | 5       | 4    | Evgeny Rylov           | Rússia        | 1:55.74 | Q      |
| 3    | 3       | 1    | Antoine Herlem         | França        | 1:56.42 | Q      |
| 4    | 4       | 2    | Jan Čejka              | Chéquia       | 1:56.66 | Q,     |
| 5    | 4       | 5    | Ádám Telegdy           | Hungria       | 1:57.22 | Q      |
| 6    | 3       | 2    | Grigoriy Tarasevich    | Rússia        | 1:57.41 | Q      |
| 7    | 3       | 4    | Yohann Ndoye Brouard   | França        | 1:57.70 | Q      |
| 8    | 3       | 5    | Radosław Kawęcki       | Polónia       | 1:57.79 | Q      |
| 9    | 5       | 7    | Jakub Skierka          | Polónia       | 1:58.15 | Q      |
| 10   | 5       | 6    | Lorenzo Mora           | Itália        | 1:58.48 | Q      |
| 11   | 3       | 0    | João Costa             | Portugal      | 1:58.58 | Q      |
| 12   | 3       | 6    | Roman Mityukov         | Suíça         | 1:58.64 | Q      |
| 13   | 4       | 8    | Benedek Kovács         | Hungria       | 1:58.84 | Q      |
| 14   | 5       | 9    | Péter Bernek           | Hungria       | 1:59.07 |        |
| 15   | 5       | 2    | Hugo González          | Espanha       | 1:59.10 | Q, RET |
| 15   | 5       | 8    | Francisco Santos       | Portugal      | 1:59.10 | Q      |
| 17   | 5       | 1    | Manuel Martos          | Espanha       | 1:59.23 | Q      |
| 18   | 5       | 3    | Matteo Restivo         | Itália        | 1:59.45 | DES    |
| 18   | 5       | 5    | Brodie Williams        | Reino Unido   | 1:59.45 | DES    |
| 20   | 4       | 7    | Elliot Clogg           | Reino Unido   | 1:59.54 |        |
| 21   | 3       | 3    | Nicolás García         | Espanha       | 1:59.59 |        |
| 22   | 2       | 1    | Robert Glință          | Roménia       | 1:59.74 |        |
| 23   | 4       | 1    | Apostolos Christou     | Grécia        | 1:59.79 |        |
| 24   | 4       | 6    | Berke Saka             | Turquia       | 2:00.18 |        |
| 25   | 1       | 2    | Maxim Stupin           | Rússia        | 2:00.20 |        |
| 26   | 4       | 3    | Kaloyan Levterov       | Bulgária      | 2:00.38 |        |
| 27   | 3       | 7    | Mewen Tomac            | França        | 2:00.63 |        |
| 28   | 3       | 9    | Ksawery Masiuk         | Polónia       | 2:00.80 |        |
| 29   | 4       | 9    | James McFadzen         | Reino Unido   | 2:00.85 |        |
| 30   | 2       | 3    | Primož Šenica Pavletič | Eslovênia     | 2:00.92 |        |
| 31   | 2       | 4    | David Gerchik          | Israel        | 2:01.52 |        |
| 31   | 2       | 2    | Erikas Grigaitis       | Lituânia      | 2:01.52 |        |
| 33   | 2       | 8    | Samuel Törnqvist       | Suécia        | 2:02.05 |        |
| 34   | 4       | 0    | Ádám Jászó             | Hungria       | 2:02.20 |        |
| 35   | 2       | 5    | Tomáš Ludvík           | Chéquia       | 2:02.52 |        |
| 36   | 1       | 6    | Gustav Hökfelt         | Suécia        | 2:02.54 |        |
| 37   | 2       | 6    | Melikşah Düğen         | Turquia       | 2:02.62 |        |
| 38   | 5       | 0    | Mikita Tsmyh           | Bielorrússia  | 2:02.74 |        |
| 39   | 2       | 0    | Armin Evert Lelle      | Estónia       | 2:03.68 |        |
| 40   | 2       | 9    | Saša Boškan            | Eslovênia     | 2:03.69 |        |
| 41   | 1       | 5    | Ron Polonsky           | Israel        | 2:04.10 |        |
| 42   | 1       | 3    | Max Mannes             | Luxemburgo    | 2:04.19 |        |
| 43   | 1       | 4    | Metin Aydın            | Turquia       | 2:05.20 |        |
| 44   | 1       | 7    | Alexander Kudashev     | Rússia        | 2:06.51 |        |
| 45   | 2       | 7    | Adam Maraana           | Israel        | 2:06.93 |        |
| 46   | 3       | 9    | Evangelos Makrygiannis | Grécia        | DNS     | DNS    |

Desempate
Esse foi o resultado do desempate, o que resultou em uma vaga na semifinal. 
| Pos. | Raia | Nadador         | Nacionalidade | Tempo   | Notas |
| ---- | ---- | --------------- | ------------- | ------- | ----- |
| 1    | 4    | Brodie Williams | Reino Unido   | 1:59.24 | Q     |
| 2    | 5    | Matteo Restivo  | Itália        | 1:59.27 |       |

### Semifinal
Esses foram os resultados das semifinais. 
Semifinal 1
| Pos. | Raia | Nadador             | Nacionalidade | Tempo   | Notas            |
| ---- | ---- | ------------------- | ------------- | ------- | ---------------- |
| 1    | 4    | Evgeny Rylov        | Rússia        | 1:55.11 | Q                |
| 2    | 7    | Roman Mityukov      | Suíça         | 1:56.37 | Q                |
| 3    | 6    | Radosław Kawęcki    | Polónia       | 1:57.10 | q                |
| 4    | 5    | Jan Čejka           | Chéquia       | 1:57.43 |                  |
| 5    | 3    | Grigoriy Tarasevich | Rússia        | 1:57.68 |                  |
| 6    | 1    | Francisco Santos    | Portugal      | 1:58.03 | Recorde nacional |
| 7    | 2    | Lorenzo Mora        | Itália        | 1:58.13 |                  |
| 8    | 8    | Brodie Williams     | Reino Unido   | 2:02.52 |                  |

Semifinal 2
| Pos. | Raia | Nadador              | Nacionalidade | Tempo   | Notas |
| ---- | ---- | -------------------- | ------------- | ------- | ----- |
| 1    | 4    | Luke Greenbank       | Reino Unido   | 1:54.43 | Q,    |
| 2    | 3    | Ádám Telegdy         | Hungria       | 1:56.17 | Q     |
| 3    | 5    | Antoine Herlem       | França        | 1:56.63 | q     |
| 4    | 6    | Yohann Ndoye Brouard | França        | 1:57.06 | q     |
| 5    | 2    | Jakub Skierka        | Polónia       | 1:57.08 | q     |
| 6    | 1    | Benedek Kovács       | Hungria       | 1:58.20 |       |
| 7    | 7    | João Costa           | Portugal      | 1:58.72 |       |
| 8    | 8    | Manuel Martos        | Espanha       | 1:59.38 |       |

### Final
Esse foi o resultado da final. 
| Pos.              | Raia | Nadador              | Nacionalidade | Tempo   | Notas |
| ----------------- | ---- | -------------------- | ------------- | ------- | ----- |
| Medalha de ouro   | 5    | Evgeny Rylov         | Rússia        | 1:54.46 |       |
| Medalha de prata  | 4    | Luke Greenbank       | Reino Unido   | 1:54.62 |       |
| Medalha de bronze | 6    | Roman Mityukov       | Suíça         | 1:56.33 |       |
| 4                 | 7    | Yohann Ndoye Brouard | França        | 1:56.37 |       |
| 5                 | 3    | Ádám Telegdy         | Hungria       | 1:56.67 |       |
| 6                 | 8    | Radosław Kawęcki     | Polónia       | 1:57.05 |       |
| 7                 | 1    | Jakub Skierka        | Polónia       | 1:58.56 |       |
| 8                 | 2    | Antoine Herlem       | França        | 1:58.64 |       |

Legenda
| Recorde mundial       | Recorde mundial (World record)               |                       | Recorde africano                      | Recorde africano (African) |                                           | Q | Classificado por posição (Qualified) |
| Recorde do campeonato | Recorde do campeonato (Championship record)  | Recorde da América    | Recorde da América (Americas)         | q                          | Classificado por melhor tempo (Qualified) |   |                                      |
| Melhor marca do ano   | Melhor marca do ano (World leading)          | Recorde asiático      | Recorde asiático (Asian)              | DNS                        | Não largou (Did not start)                |   |                                      |
| Recorde nacional      | Recorde nacional (National record)           | Recorde europeu       | Recorde europeu (European)            | DNF                        | Não terminou (Did not finish)             |   |                                      |
| Recorde pessoal       | Recorde pessoal do atleta (Personal best)    | Recorde da Oceania    | Recorde da Oceania (Oceania)          | DSQ / DQ                   | Desclassificado (Disqualified)            |   |                                      |
| Recorde da temporada  | Recorde da temporada do atleta (Season best) | Recorde sul-americano | Recorde sul-americano (South America) | NM                         | Sem marca (No mark)                       |   |                                      |